# Used
Used és un municipi de la província de Saragossa, a la comunitat autònoma d'Aragó i enquadrat a la comarca del Camp de Daroca.